# 특별특공대

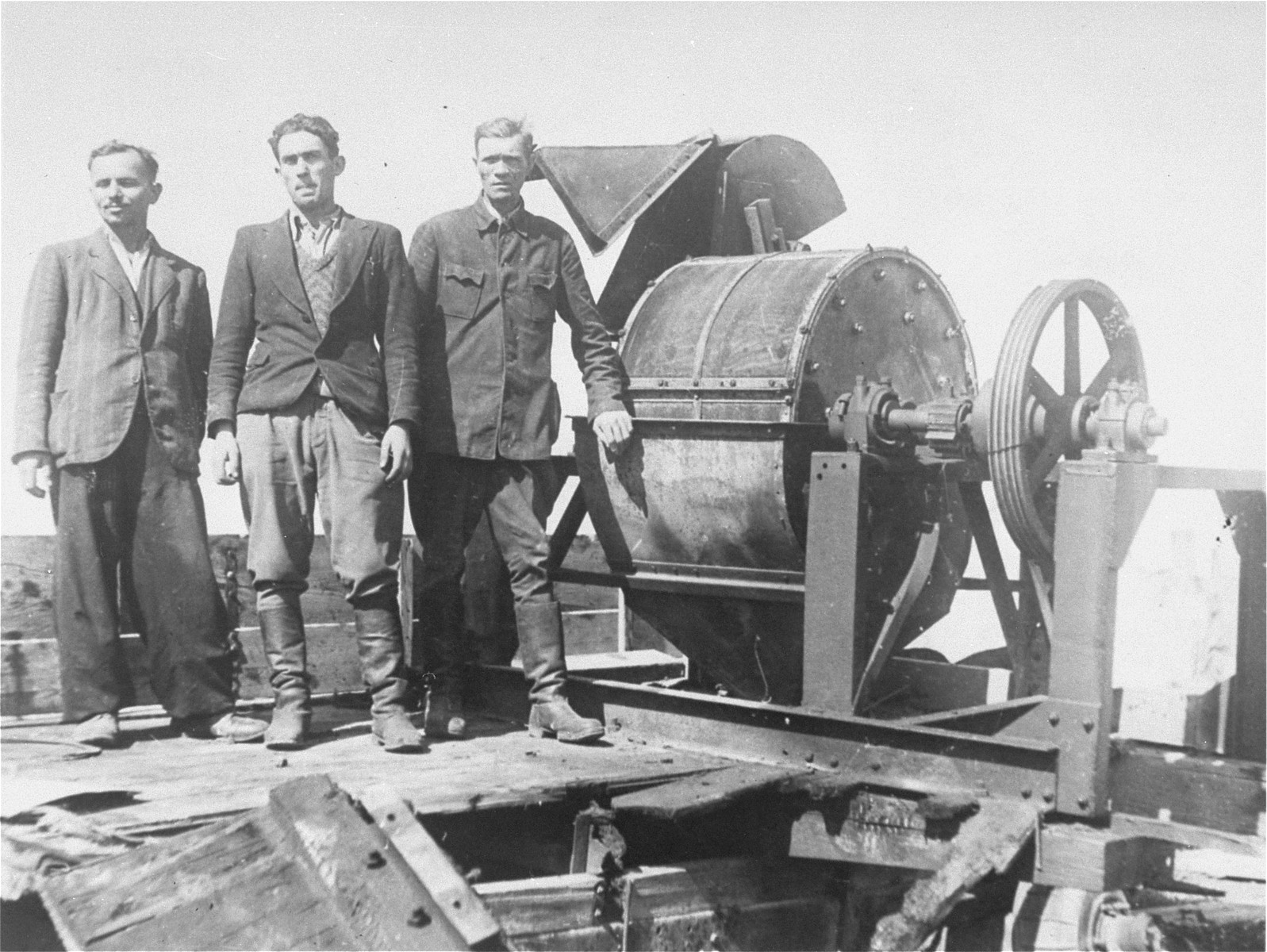
야노프스카(Janowska) 수용소에서 1944년에 해방을 맞은 특별특공대원이 유골 분쇄기 옆에 서서 사진을 찍고 있다.

특별특공대(特別特攻隊, 독일어: Sonderkommando 존더코만도[ˈzɔndɐkɔˌmando][*])는 1938년부터 1945년까지 나치의 절멸수용소에서 홀로코스트의 희생자들을 처리하기 위해 수용자들 중 일부를 차출하여 구성한 부대이다.
특별특공대는 대개 유대인들로 이루어졌다. 이들은 수용소를 관리했던 슈츠슈타펠과 달리 직접 살인을 하지는 않았으나, 홀로코스트로 죽은 사람들의 시체를 처리하는 등의 잡무를 보조했다. 이들은 대부분 수용소에 도착하자마자 차출되었으며 부여된 임무를 거부할 수 없었고, 어떤 임무를 하게 되는지 사전에 알 수 없었다. 간혹 시체 처리중 가족이나 지인을 발견하는 경우도 있었다. 이들은 육체노동을 견딜 수 있어야 했기에 다른 포로들보다 좀 더 나은 생활 환경을 제공받았다. 이들은 자신의 병영에서 잠을 자거나 음식, 의약품, 담배같은 물품들도 소지할 수 있었으며, 이로 인해 다른 포로들보다 좀 더 오래 생존하는 경향이 있었다. 아우슈비츠 강제 수용소의 비르케나우 수용소에서는 이들이 1943년 400명에 달했으며, 헝가리의 유대인들이 수용되었던 1944년에는 900명에 달했다.
특별특공대는 나치의 대량학살에 대해 밀접한 관계에 있었기에, 절멸수용소들은 3개월에서 최대 1년 단위로 거의 모든 특별특공대를 죽이고 새로운 포로들로 교체하였다. 새로운 특별특공대의 첫 임무는 선임들의 시체를 처분하는 일이었다. 처음 생기고 없어질 때까지 총 14번 교체되었다.
일부 특별특공대들은 1943년 트레블링카 강제 수용소와 1944년 아우슈비츠 강제 수용소에서 반란을 일으키기도 하였다. 1944년 10월 아우슈비츠에서 발생한 반란은 수개월 동안 여성 수용자들이 밀수한 화약으로 가스실과 화장터를 파괴하며 시작되었다. SS는 15명의 사상자가 있었고 그 중 3명이 사망했다. 일부 사람들이 탈출에 성공했지만 결국 붙잡혔다. 반란 과정에서 사망하지 않은 200명은 후에 사살되었고 반란 과정에서 총 451명의 특별특공대원들이 사망했다.
특별특공대라는 용어 자체는 이것 뿐 아니라 다양한 분야에서 사용되었다. 예컨대 기동학살부대 특수작전집단의 하위 편제로서 특수작전특공대 및 특별특공대가 존재했다.

## 같이 보기
- 쇼아 (영화)